# Sherlock Holmes et associés

Sherlock Holmes et associés est une série de romans policiers pour la jeunesse écrits par Tracy Mack et Michael Citrin et parue en (2008), mettant en scène une bande d'Irréguliers, des gamins des rues, apportant de l'aide au grand détective, leur "Maître". La série est parfois désignée sous le titre Les mouches de Baker Street.

## Personnages
- Sherlock Holmes

## Tomes
1. L'Affaire Zalindas (titre original : Sherlock Holmes and the Baker Street Irregulars : The Fall of the Amazing Zalindas), éditions Livre de Poche Jeunesse, 2008.
2. Le Jeu des illusions (titre original : Sherlock Holmes and the Baker Street Irregulars : The Final meeting), éditions Livre de Poche Jeunesse, 2008.
3. À la recherche de Watson (titre original : Sherlock Holmes and the Baker Street Irregulars : In Search of Watson), éditions Livre de Poche Jeunesse, 2008.